# Lestes dorothea
Lestes dorothea är en trollsländeart som beskrevs av Fraser 1924. Lestes dorothea ingår i släktet Lestes och familjen glansflicksländor. IUCN kategoriserar arten globalt som livskraftig. Inga underarter finns listade i Catalogue of Life.